# Yamada-kun & the 7 Witches
Yamada-kun & the 7 Witches bzw. Yamada-kun and the seven Witches (jap. 山田くんと7人の魔女, Yamada-kun to 7-nin no Majo) ist eine Manga-Serie der japanischen Zeichnerin Miki Yoshikawa, die von 2012 bis 2017 erschien. 2013 wurde im japanischen Fernsehen eine achtteilige Real-Fernsehserie zum Manga gezeigt und 2015 eine Anime-Serie.

## Inhalt
Der Schüler Ryū Yamada (山田 竜) ist vom Unterricht gelangweilt, erfolglos in der Schule und ein berüchtigter Schläger. Eigentlich wollte er beim Wechsel auf die Oberschule auch seinen schlechten Ruf loswerden, doch dies will ihm nicht gelingen. Als er aber eines Tages die Treppe hinunter und auf seine Mitschülerin Urara Shiraishi (白石 うらら) stürzt und sie sich dabei zufällig küssen, tauschen beide ihren Körper. Beide sind überrascht und schließlich können sie den Tausch durch einen weiteren Kuss rückgängig machen. Yamada erfährt in Gestalt von Shiraishi, dass diese nicht nur eine erfolgreiche Schülerin ist, sondern auch von anderen gemobbt wird. Von da an tauschen sie häufiger die Körper, um sich gegenseitig Vorteile zu verschaffen. Gemeinsam mit dem Schülerrat Toranosuke Miyamura (宮村 虎之介), der die beiden unterstützen will, beleben sie den Club zur Untersuchung übernatürlicher Phänomene wieder und haben damit einen ungestörten Raum für ihren Körpertausch. Sogleich stößt Miyabi Itō (伊藤 雅) zu ihnen, die vom Übernatürlichen geradezu besessen ist. Nachdem sie ihnen einigen Ärger bereitet hat, kommen die drei nicht herum sie aufzunehmen und ihnen Yamadas Fähigkeit zu verraten. 
Um ihren Club zu erhalten und Geld vom Schülerrat zu bekommen, muss die Gruppe Shiraishi davon überzeugen, nach der Schule auf die Universität zu gehen. Yamada kann sie schließlich ermutigen, indem er sich selbst vornimmt auf die Universität gehen zu wollen. Mit diesem Erfolg kann Miyamura nächster Schülerratspräsident werden. Bald kommt der Austauschschüler Kentarō Tsubaki (椿 健太郎) zu ihnen. Gemeinsam entdeckt die Gruppe, dass es an der Schule sechs weitere Mädchen mit magischen Fähigkeiten gibt, die durch Küsse aktiviert werden.

## Veröffentlichung
Die Serie erschien in Japan vom 7. März 2012 (Ausgabe 12/2012) bis 8. März 2017 (Ausgabe 12/2017) im Weekly Shōnen Magazine des Verlags Kōdansha. Die Kapitel wurden auch in 28 Sammelbänden (Tankōbon) herausgebracht. Die Bände verkauften sich jeweils über 60.000 mal bzw. insgesamt bis September 2013 mehr als 2 Millionen Mal.
Eine deutsche Fassung wurde vom Carlsen Verlag unter dem Titel Yamada-kun & the 7 Witches (Einband) bzw. Yamada-kun and the seven Witches (Katalog) von Juli 2014 bis Mai 2020 mit allen 28 Bänden veröffentlicht. Eine englische Übersetzung soll über die Internet-Plattform Crunchyroll zeitgleich zum Japanischen veröffentlicht und in 170 Ländern zugänglich gemacht. Tong Li Publishing bringt die Serie in Taiwan heraus.

## Adaption

### Dorama
2013 wurde unter der Regie von Mamoru Hoshi und Masataka Takamaru eine Dorama-Adaption des Manga mit acht Folgen produziert. Das Drehbuch stammt von Shin Ogawa. Fuji Television zeigte die Serie vom 10. August bis 28. September 2013. Im Schnitt hatte das Dorama eine Einschaltquote von 6,3 %.

### Anime
Im Juni 2014 wurde die Produktion einer Original Video Animation (OVA) bekanntgegeben. Animiert wurde diese von Liden Films unter der Regie von Tomoki Takuno und dem Character Design und der Animationsleitung von Eriko Iida. Diese lag als DVD dem 15. Mangaband vom 17. Dezember 2014 bei, während eine zweite Folge mit dem 17. Band am 15. Mai 2015 erschien.
Es eine Anime-Fernsehserie mit dem weitgehend gleichen Produktionsstab, die ab dem 12. April 2015 auf Tokyo MX ausgestrahlt wurde, sowie mit bis zu einigen Tagen Versatz auch auf TV Aichi, TV Hokkaidō, Nishi-Nippon Hōsō, Yomiuri TV, TVQ Kyūshū, BS11 und Kumamoto Hōsō. Crunchyroll streamt die Serie als Simulcast zur japanischen Ausstrahlung mit deutschen, englischen, französischen, italienischen, portugiesischen und spanischen Untertiteln in Europa, Nord- und Südamerika, Australien, Neuseeland, dem Nahen Osten, Nord- und Südafrika unter dem Titel Yamada-kun and the Seven Witches. Eine deutsche Synchronisierung wurde von Crunchyroll in Auftrag gegeben und erschien am 16. November 2017.
In Japan erschien die Serie in zwei DVD/Blu-ray-Boxen am 26. August und 25. November 2015 mit je sechs Folgen, wobei die erste einen Crossover-Manga und -Anime mit Miki Yoshikawas Debüt-Serie Yankee-kun to Megane-chan enthalten.

#### Synchronisation
| Rolle           | japanischer Sprecher (Seiyū) | deutscher Sprecher   |
| --------------- | ---------------------------- | -------------------- |
| Ryū Yamada      | Ryōta Ōsaka                  | Felix Mayer          |
| Urara Shiraishi | Saori Hayami                 | Katharina von Daake  |
| Nene Odagiri    | Eri Kitamura                 | Patricia Strasburger |
| Meiko Ōtsuka    | Yui Makino                   | Lea Kalbhenn         |
| Maria Sarushima | Yuki Takao                   | Anna Ewelina         |
| Noa Takigawa    | Aoi Yūki                     | Leslie-Vanessa Lill  |
| Haruma Yamazaki | Jun Fukuyama                 | Manuel Scheuernstuhl |
| Mikoto Asuka    | Kana Hanazawa                | Daniela Reidies      |
| Rika Saionji    | Masumi Tazawa                | Lara Wurmer          |

#### Musik
Der Soundtrack des Animes stammt von Masaru Yokoyama. Das in der OVA verwendete Titellied ding!ging!dong! stammte von Erushi und der Abspanntitel Odd Loop (オドループ, Odo Rūpu) von Frederic.
In der Anime-Serie erklingt im Vorspann Kuchizuke Diamond (くちづけDiamond) gesungen von Weaver und im Abspann Candy Magic von Mimimememimi.